# Review of World Economics
Die Review of World Economics (RWE) ist eine wirtschaftswissenschaftliche Fachzeitschrift, deren Schwerpunkt die Außenwirtschaft ist. Die RWE wird durch den Springer-Verlag im Auftrag des Instituts für Weltwirtschaft (IfW) in Kiel vierteljährlich herausgegeben. Bis 2003 wurde die RWE unter dem Titel Weltwirtschaftliches Archiv publiziert.

## Geschichte
Das Weltwirtschaftliche Archiv wurde erstmals 1913 veröffentlicht. Sie ist die erste Fachzeitschrift mit einer Spezialisierung in Außenwirtschaft. Nach der Übernahme der Herausgabe der Zeitschrift durch den Springer-Verlag im Jahr 1970 wurde die Zeitschrift zunächst mit zwei Ausgaben pro Band herausgegeben, was jedoch bis 1984 auf eine regelmäßige Auflage von vier Ausgaben pro Band anstieg.
2003 wurde der Titel in Review of World Economics geändert.

## Inhalte
Die Review of World Economics hat ihren Schwerpunkt in der Außenwirtschaft, insbesondere in empirischen Studien zu Themen der Außenwirtschaft. Solche Themen beinhalten unter anderem Handel und Handelspolitik, die internationale Mobilität von Produktionsfaktoren und internationale Betriebswirtschaft, internationale Finanzwissenschaft, Währungssysteme und Wechselkurse, Geld- und Fiskalpolitik in offenen Volkswirtschaften, wirtschaftliche Entwicklung, technologischer Wandel und Wachstum.

## Rezeption
In einer durch Kalaitzidakis et al. (2003) durchgeführten Studie über die Qualität wirtschaftswissenschaftlicher Publikationen erreichte die Review of World Economics (bzw. das Weltwirtschaftliche Archiv) Rang 80 von 159 ausgewerteten Publikationen, sank jedoch in einer späteren Studie von Kalaitzidakis et al. (2011) auf Rang 104 von 209 Publikationen ab. Im wirtschaftswissenschaftlichen Publikationsranking des Tinbergen-Instituts wird die Review of World Economics in der Kategorie B („gute wissenschaftliche Fachzeitschriften für alle Forschungsfelder des Tinbergen-Instituts“) geführt.